# Kærlighedsdynamik
Kærlighedsdynamik handler om at beskrive romantiske forhold ved hjælp af matematiske modeller. Blandt de ledende forskere kan nævnes John Gottman. Emnet kan ses som en gren af sociofysik.

## Romeo og Julie
Den første  videnskabelige artikel om kærlighedsdynamik blev skrevet af Steven Strogatz i 1988, som en øvelse til matematikstuderende.

### Simpleste version
I modellen repræsenteres to elskeres ("Romeo og Julie") følelser af den variable {\displaystyle x}, hvor {\displaystyle x_{1}} er Romeos følelser, mens {\displaystyle x_{2}} er Julies følelser. En positiv værdi betyder kærlighed, mens en negativ betyder had, og nul betyder ligegyldighed.
De to variable er koblede jf. nedenstående differentialligner:
{\displaystyle {\frac {dx_{1}}{dt}}=-ax_{2}}
{\displaystyle {\frac {dx_{2}}{dt}}=bx_{1}}
Her er {\displaystyle t} tid, mens {\displaystyle a} og {\displaystyle b} er positive koefficienter, der angiver koblingen mellem Romeos og Julies følelser. Når Julie har positive følelser (kærlighed) for Romeo, reagerer Romeo modsat og får mere negative følelser for hende. Derimod efterligner Julie Romeos følelser og elsker ham i stigende grad, hvis han elsker hende, mens hun hader ham i stigende grad, hvis han hader hende. Dette skaber et cyklisk forhold, hvor de kun i et øjeblik af gangen kan have ens følelser for hinanden. Den eneste stabile tilstand er, hvis både Romeo og Julie er ligeglade med hinanden ({\displaystyle x_{1}=x_{2}=0}) .
Hvis Romeo starter med maksimal kærlighed {\displaystyle x_{01}}, er løsningen:
{\displaystyle {\begin{aligned}x_{1}(t)&=x_{01}\cos(\omega t)\\x_{2}(t)&=x_{02}\sin(\omega t)\end{aligned}}}
hvor
{\displaystyle {\begin{aligned}\omega &={\sqrt {ab}}\\x_{02}&={\sqrt {\frac {b}{a}}}x_{01}\end{aligned}}}

#### Udledning af løsning
De to differentialligninger kan løses ved at differentiere den første og indsætte den anden:
{\displaystyle {\begin{aligned}{\frac {d^{2}x_{1}}{dt^{2}}}&=-a{\frac {dx_{2}}{dt}}\\{\frac {d^{2}x_{1}}{dt^{2}}}&=-abx_{1}\end{aligned}}}
Og tilsvarende for {\displaystyle x_{2}}:
{\displaystyle {\frac {d^{2}x_{2}}{dt^{2}}}=-abx_{2}}
Dette er en lineær, ordinær differentialligning af anden orden og beskriver en simpel harmonisk bevægelse. Den generelle løsning er cyklisk:
{\displaystyle x_{1}(t)=x_{a1}\sin({\sqrt {ab}}t)+x_{b1}\cos({\sqrt {ab}}t)}
hvor {\displaystyle x_{a1}} og {\displaystyle x_{a1}} er konstanter. Hvis Romeo starter med maksimal kærlighed, er løsningen:
{\displaystyle x_{1}(t)=x_{01}\cos({\sqrt {ab}}t)}
hvor {\displaystyle x_{01}} er maksimal kærlighed.
Der følger, at Julies følelser er givet ved:
{\displaystyle {\begin{aligned}-ax_{2}&={\frac {dx_{1}}{dt}}\\-ax_{2}&=-{\sqrt {ab}}x_{01}\sin({\sqrt {ab}}t)\\x_{2}(t)&={\sqrt {\frac {b}{a}}}x_{01}\sin({\sqrt {ab}}t)\\x_{2}(t)&=x_{02}\sin({\sqrt {ab}}t)\\\end{aligned}}}
Julies maksimale kærlighed er relateret til Romeos maksimale kærlighed ved:
{\displaystyle x_{02}={\sqrt {\frac {b}{a}}}x_{01}}
De er altså kun lige store, hvis {\displaystyle a} og {\displaystyle b} er lig med hinanden. Det svingende forhold gentager sig med perioden {\displaystyle T}:
{\displaystyle T={\frac {2\pi }{\sqrt {ab}}}}

### Generalisering
Modellen kan generaliseres, så koefficienter kan antage en hvilken som helst værdi, og Romeo og Julies egne følelser også kan påvirke sig selv .
{\displaystyle {\begin{aligned}{\frac {dx_{1}}{dt}}&=a_{11}x_{1}+a_{12}x_{2}\\{\frac {dx_{2}}{dt}}&=a_{21}x_{1}+a_{22}x_{2}\end{aligned}}}
Det ses, at {\displaystyle x_{1}=x_{2}=0} stadig er en stabil løsning. Stabile løsninger, hvor {\displaystyle x_{1}} og {\displaystyle x_{2}} ikke er nul, skal opfylde:
{\displaystyle {\begin{aligned}0&=a_{11}x_{1}+a_{12}x_{2}\\{\frac {x_{2}}{x_{1}}}&=-{\frac {a_{11}}{a_{12}}}\end{aligned}}}
Samt:
{\displaystyle {\begin{aligned}0&=a_{21}x_{1}+a_{22}x_{2}\\{\frac {x_{2}}{x_{1}}}&=-{\frac {a_{21}}{a_{22}}}\end{aligned}}}